# 北阴阳营遗址
北阴阳营遗址位于南京市云南路北阴阳营8号大院内，属于新石器时代北阴阳营文化遗址。遗址距今6000年到5000年，经考古研究者发掘调查，认为此处是南京最早的人类居住地。

## 发掘与定义
1955年到1958年期间，南京博物院对北阴阳营遗址进行了四次发掘。共整理出四段“文化层”。其中第二层质地较密，出土的遗物显示出了西周早期的特征；第三层质地松软，出土遗物显示出商代早期的特征。而第四层质地较硬，经过鉴定为新石器时代文化层。学术界最初将其归属于青莲岗文化，后又有人定为青莲岗文化江南类型北阴阳营期，但是依然存在着较大争议，直到1978年，其才被学术界命名为北阴阳营文化。

## 遗址简介

### 居所格局
在第四层（新石器时代文化层）内，发现居住遗迹中灰坑、灶坑、烧土地面以及抹有植物杆茎痕迹已倒塌的墙壁。这说明北阴阳营遗址中所发现的房屋是先把土地表面铲平、拍打再用火烘烧（为了让其坚固且防止潮湿）。再在已铲平的地表周围用植物杆茎编制堆砌筑成墙壁，并且涂上泥浆筑成的。并且屋内都一般都有一个灶坑、灶穴，附近还有用来放置废物的灰坑。

### 墓葬
南京博物院在遗址中共发掘了266座墓葬。东部的13座墓葬年代较晚，其随葬品与泽文化晚期相近；西部的258座墓葬占全部墓葬的95％，属于北阴阳营文化。墓葬中有男有女，但是并没有发现有男女合葬的现象。陪葬的物品中常见的是锛、斧、鼎、钵、豆、罐、璜等，并没有明显的贫富差别。这些情况反映了母系社会的情况：人们生前以女性为生活和劳动的中心，死后男女个葬于本氏族的公共坟地中，可以看出他们陪葬的物品基本都是他们生前使用过的物品，死后与他们一同陪葬，氏族首领与氏族成员没有什么差别。
根据人类学家吴定良对北阴阳营遗址的人骨进行分析表明，墓葬中死者以青壮年居多，儿童时期夭折的比例也较大。同时人骨分析表明此处居民骨骼中表现出的蒙古人种的特征非常明显，与现今的南京现代人的骨髓相比，差别极小，这一点说明五六千年前南京地区居住的人类已具有江南人的体质特点。

### 陶器与其他
该遗址出土的陶器已红陶为主，灰陶次之。有较多的三足器和圈足器。期间还发现了一些彩陶，颜料有黑、红、白三色（这些颜料用天然矿石磨碎后调和而成）。
在该遗址还发现了76粒“花石子”，与现今的雨花石无异，一些人认为当时的南京居民就已经在玩赏雨花石了。